# Herrnsheimer Mühle
Herrnsheimer Mühle (auch Schwarzenmühle oder Mühle auf der Einöde genannt) ist ein Wohnplatz des Marktes Willanzheim im Landkreis Kitzingen (Unterfranken, Bayern). Sie liegt in der Gemarkung Markt Herrnsheim.

## Geografische Lage
Die Einöde liegt auf freier Flur am Neuwiesenbach, einem linken Zufluss des Breitbachs. Ein Anliegerweg führt unmittelbar nördlich zur Kreisstraße KT 5, die nach Tiefenstockheim (1 km nordwestlich) bzw. nach Markt Herrnsheim zur Staatsstraße 2419 verläuft (1,7 km östlich). Ein Wirtschaftsweg führt zur Riedmühle (0,3 km nordwestlich).

## Geschichte
Mit dem Gemeindeedikt (frühes 19. Jahrhundert) wurde Herrnsheimer Mühle dem Steuerdistrikt Hüttenheim und der Ruralgemeinde Herrnsheim zugewiesen. Im Zuge der Gebietsreform in Bayern wurde Herrnsheimer Mühle am 1. Mai 1978 nach Willanzheim eingemeindet.

### Baudenkmal
- Wohnhaus, 1803 errichtet[6]

### Einwohnerentwicklung
| Jahr      | 001818 | 001836 | 001840 | 001861 | 001871 | 001885 | 001900 |
| Einwohner | 8      | 7      | *      | *      | 9      | 5      | 6      |
| Häuser    | 1      | 1      | *      |        |        | 1      | 1      |
| Quelle    | [ 1 ]  | [ 8 ]  | [ 9 ]  | [ 10 ] | [ 11 ] | [ 12 ] | [ 2 ]  |

## Religion
Herrnsheimer Mühle ist evangelisch-lutherisch geprägt und bis heute nach St. Martin (Markt Herrnsheim) gepfarrt.